# Joseph Franklin Rutherford
Joseph Franklin Rutherford, noto anche come il giudice Rutherford (Judge Rutherford) o JFR (Versailles, 8 novembre 1869 – San Diego, 8 gennaio 1942), è stato un predicatore e avvocato statunitense, presidente della Società Torre di Guardia dal 1917 alla morte.

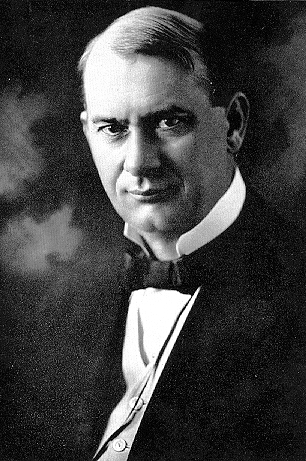
Joseph Franklin Rutherford nel 1910

Seconda figura a guidare il Movimento degli studenti biblici, Rutherford introdusse varie modifiche alle dottrine del predecessore Charles Taze Russell, modificando in particolar modo il suo pensiero escatologico; inoltre riformò l'organizzazione in chiave centralista e teocratica, generando diversi scismi nei primi anni della sua presidenza. Nel 1931 il Movimento, su suo suggerimento, decise di adottare il nome di Testimoni di Geova.

## Biografia

### I primi anni e l'adesione agli Studenti biblici

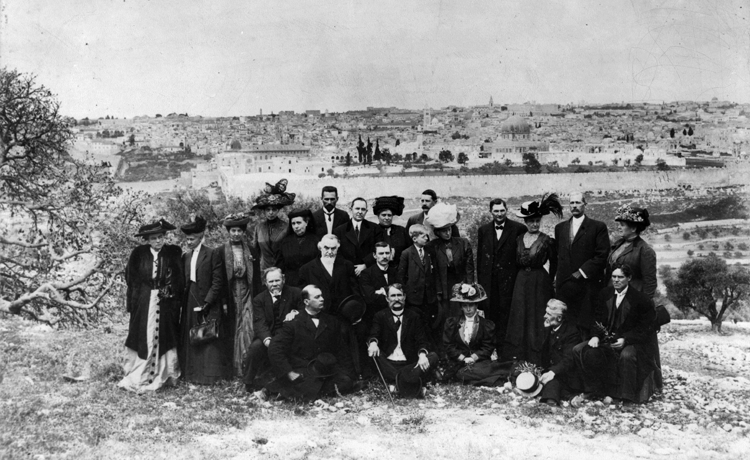
Rutherford e Charles Taze Russell durante un viaggio in Terra Santa (1910)

Joseph Franklin Rutherford nacque l'8 novembre 1869 in una fattoria della contea di Morgan, Missouri, da James Calvin Rutherford e Leonora Strickland, contadini battisti. All'età di sedici anni decise di studiare giurisprudenza ed il padre gli permise di frequentare l'università a patto però che si pagasse da solo gli studi e stipendiasse anche un bracciante che svolgesse nel frattempo il suo lavoro nella fattoria di famiglia. Il giovane, per far fronte a quelle spese, ottenne un prestito e incominciò a lavorare come venditore di enciclopedie e stenografo.
Dopo aver completato gli studi accademici, e un periodo di due anni come assistente del giudice E. L. Edwards, all'età di 22 anni ottenne l'abilitazione all'esercizio della professione forense. Prestò servizio per quattro anni come pubblico ministero a Boonville nel Missouri. Successivamente divenne giudice speciale, incarico per il quale in seguito divenne noto come il “giudice” Rutherford.
Rutherford entrò per la prima volta in contatto con gli studenti biblici di Charles Taze Russell nel 1894, quando acquistò i tre volumi allora pubblicati del Millennium Dawn da delle colportrici presentatesi nel suo ufficio. Rutherford iniziò poi a parteciapre agli incontri del movimento insieme alla moglie e nel 1906 fu battezzato da Alexander MacMillan, divenendo a tutti gli effetti un membro degli Studenti biblici. L'anno successivo divenne consulente legale della Watchtower Society.
Rutherford si distinse negli anni successivi come un eloquente apologeta della dottrina di Russell e in alcune occasioni lo sostituì in alcune dispute pubbliche per via delle sue condizioni di salute sempre più precarie.

### La presidenza della Società Torre di Guardia

#### La nomina

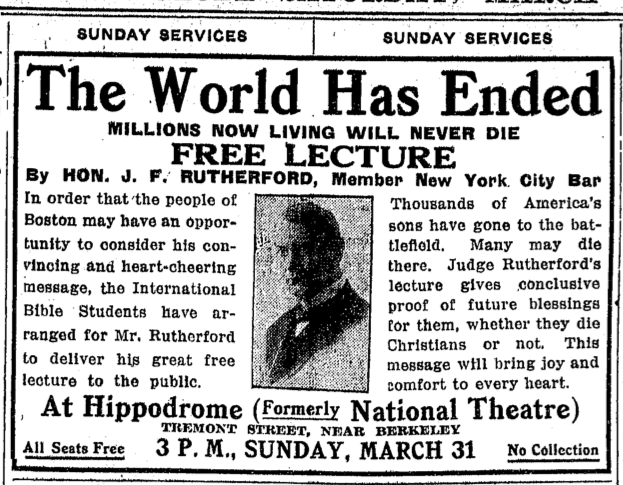
Pubblicità di un discorso pubblico di Rutherford pubblicata sul The Boston Globe (1918)

Il 31 ottobre 1916 Russell morì durante mentre tornava a New York in treno dopo aver interrotto un tour ministeriale negli Stati Uniti sud-occidentali. Rutherford, che pronunciò il discorso funebre in suo onore, entrò a far parte, assieme al vicepresidente Alfred I. Ritchie e al segretario tesoriere William E. Van Amburgh, del comitato esecutivo che guidò la Società Torre di Guardia nei due mesi successivi. Il 6 gennaio 1917 fu nomitato all'unanimità presidente della Società.
Andando contro le volontà del predecessore, che avrebbe voluto che, dopo la sua morte, la Società fosse governata da un comitato editoriale di cinque membri, Rutherford fin da subito attuò una politica accrentratrice, definita dai suoi detrattori autocratica. Il nuovo statuto approvato al momento della sua elezione gli fornì poteri da dirigente e responsabile. Il 12 luglio 1917 rimosse quattro dei sette membri del consiglio d'amministrazione, dopo che uno di questi (Robert H. Hirsh) aveva tentato di far revocare il nuovo statuto, e li sostituì con persone a lui leali. Rutherford, in una pubblicazione del successivo 1º agosto, sostenne di aver scoperto un complotto dei consiglieri per prendere il controllo della Società; inoltre, una consulenza legale rischiesta da Rutherford asserì che i consiglieri estromessi non erano più in carica dal gennaio 1917, dal momento che dopo il passaggio del nuovo statuto non erano stati formalmente riconfermati.
Tale evento portò ad una controversia tra Rutherford e gli ex consiglieri che si trascinò per i mesi successivi e da cui nacquero alcuni scismi russeliti. Anni dopo Rutherford disse che tale evento era il compimento della parabola dei servitori buoni e malvagi, identificando il servo fedele con la Società Torre di Guardia ed il servo malvagio con i dissidenti.

#### Il mistero compiutoe la persecuzione durante la guerra

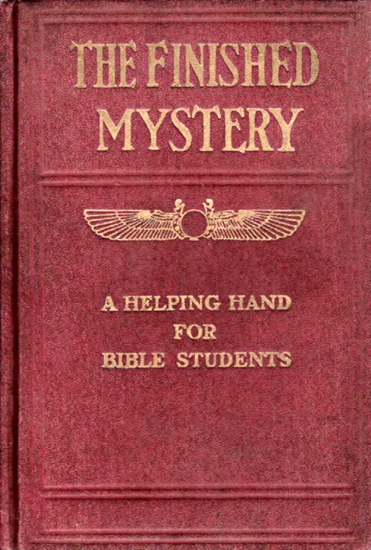
Copertina originale de Il mistero compiuto

Nell'estate del 1917 venne pubblicato Il mistero compiuto, che fu presentato da Rutherford come il settimo libro degli Studi sulle scritture ed il coronamento del pensiero di Russell. Il libro, divenuto presto un best seller, venne duramente attaccato dagli oppositori di Rutherford dentro e fuori gli Studenti biblici. Inoltre le autorità civili non videro di buon occhio i messaggi antipatriottici e pacifisti presenti ne Il mistero compiuto, tanto che nel febbraio 1918 venne bandito in Canada e l'attività degli Studenti, anche per i continui attacchi contro il clero portati avanti da Rutherford nei suoi interventi pubblici, divenne oggetto di sorveglianza da parte dei governo statunitense. I seguaci della Società Torre di Guardia furono anche oggetto di attacchi e tentativi di linciaggio ed alcuni vennero arrestati.
Il 7 maggio 1918 fu emesso dal governo federale statunitense un mandato di arresto contro Rutherford e alcuni stretti collaboratori. Questi furono poi condannati da una corte distrettuale di New York a vent'anni di reclusione per minaccia alla sicurezza nazionale ai sensi dell'Espionage Act del 1917. Durante la detenzione di Rutherford nel penitenziario federale di Atlanta (Georgia), la Società venne retta da un comitato di cinque membri e dovette scendere a compromessi con le autorità. Egli venne comunque riconfermato presidente nel febbraio 1919.
Rutherford e gli altri vennero rilasciati su cauzione nell'aprile dello stesso anno, poco prima che una petizione da 700.000 firme in favore della loro liberazione venisse presentata a Woodrow Wilson. Durante la prigionia di Rutherford venne quasi interrotto il proselitismo degli Studenti biblici; tuttavia l'arresto conferì al predicatore l'immagine di martire.

#### Mutamenti dottrinali e riorganizzazione interna

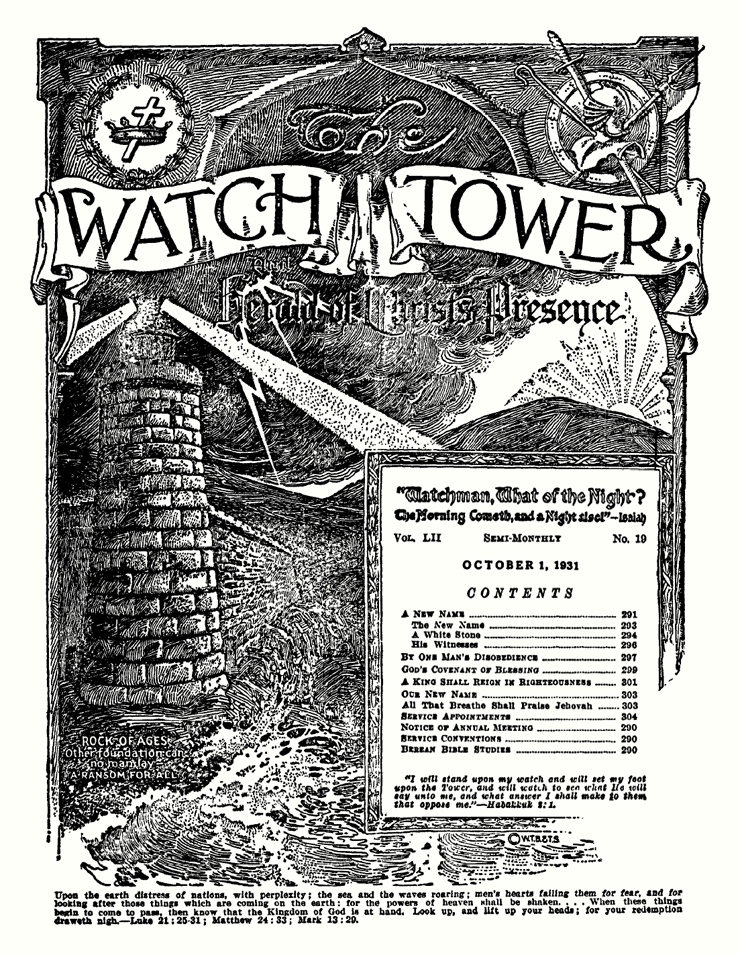
Prima pagina de La Torre di Guardia del 1º ottobre 1931: in alto a sinistra si nota ancora il simbolo della croce con la corona, poi abbandonato poiché considerato "pagano"

Negli anni successivi alla liberazione dal carcere Rutherford promosse alcuni mutamenti dottrinali, i quali causarono ulteriore malcontento tra i seguaci più fedeli della dottrina di Russell e generarono ulteriori scismi. Alcuni aspetti del pensiero russelita, come l'osservanza del sabato e il sistema piramidologico, furono accantonati e screditati. Rutherford, inoltre, fece progressivamente ritirare i libri di Russell affinché non apparissero incongruenze interne alla dottrina degli Studenti.
Il più importante cambiamento fu quello relativo al sistema escatologico: al posto del 1914 venne indacata come data della "fine del sistema di cose" il 1925, secondo un calcolo basato sulla Bibbia. Fino al 1924 Rutherford e La Torre di Guardia propagandarono quella data e diedero vita ad una campagna per la quale fu coniato lo slogan "Milioni ora viventi non moriranno mai!". In molti, convinti dell'imminente fine del mondo, vendettero casa o lasciarono il lavoro per prepararsi al Millennio. Ciononostante, la Società aveva piani di espansione editoriale in Germania dopo il 1925. Agli inizi del 1925 Rutherford raccomandò cautela, tuttavia, così come era già successo nel 1914, vi fu una "grande delusione" che mise in crisi il movimento e vide l'abbandono di migliaia di membri. In seguito, il predicatore sostenne di non aver mai indicato il 1925 come una certezza assoluta e biasimò l'entusiasmo di alcuni fedeli. Da quel momento in poi Rutherford non diede più date precise per la fine del mondo.
Rutherford, inoltre, si dedicò alla rimozione di tutti quegli elementi che, a suo dire, erano frutto della cristianità apostata: nel 1926 fece eliminare il Natale dall'elenco delle ricorrenze osservate dagli Studenti, poiché ritenuto di derivazione pagana; riguardo all'uso della croce (fino a quel momento uno dei simboli degli Studenti biblici), già nel 1928 il suo uso fu definito "babilonico" e venne rimosso dal logo de La Torre di Guardia nel 1931; nel 1936 affermò che Cristo non fu inchiodato ad una croce, ma ad un albero. Venne eliminata la celebrazione dei compleanni, considerati simbolo di un "culto della personalità." Fu proibito anche cantare inni nelle congregazioni, divieto che cadde nel 1944.
Sul piano organizzativo, Rutherford portò avanti il suo pensiero accentratore e rese gli anziani delle congregazioni, fino a quel momento eletti dai fedeli, di nomina esclusiva della Società. L'elezione diretta degli anziani fu definita una pratica "impura" contraria alla volontà di Geova e a partire dal 1938 l'organizzazione fu ritenuta "purificata." Inoltre venne incoraggiato lo studio de La Torre di Guardia durante le riunioni delle congregazioni.
Per poter distinguere gli Studenti biblici dagli altri gruppi russeliti nati dalle scissioni, nel 1931 Rutherford propose con successo di adottare il nome "testimoni di Geova" ispirandosi ad Isaia 43:10-12.

#### Espansione dei Testimoni e conflitti con le autorità

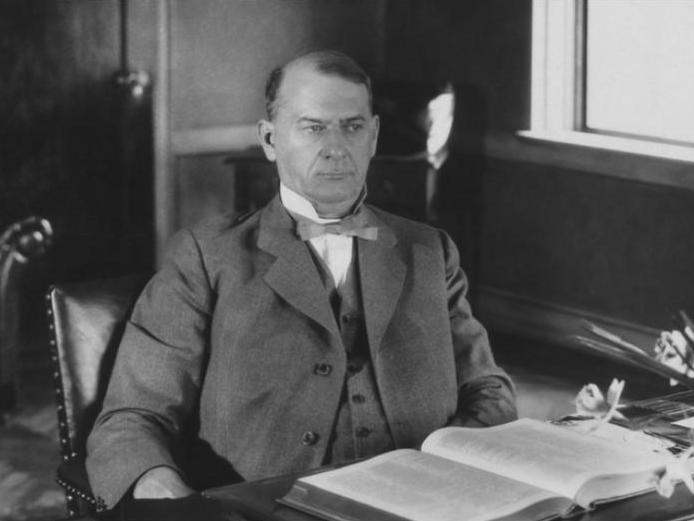
Rutherford alla scrivania

Rutherford si impegnò ad espandere l'organizzazione e si dedicò ad incentivare il proselitismo. Al contrario di Russell, il quale sosteneva che dovesse essere portata avanti solo la predicazione ai 144.000, il predicatore promosse anche l'evangelizzazione della grande folla. Nel 1919 ricominciò il lavoro dei colporitori e si diede sempre più importanza alla predicazione porta a porta. Sempre nel 1919 iniziò la pubblicazione de L'età d'oro, che nel 1946 divenne Svegliatevi!. I discorsi di Rutherford vennero diffusi anche tramite fonografi portatili, autoparlanti montati su automobili e via radio. Per buona parte della sua presidenza la crescita del numero di Testimoni fu lenta, e solo a partire dal 1928 vi fu un aumento costante.
In contemporanea con il nuovo slancio evangelico, Rutherford avviò una progressiva chiusura dei Testimoni al mondo secolare, dal momento che era ritenuto "completamente demoniaco" e "senza possibilità di redenzione" e che il predicatore vedeva nei Testimoni l'unica vera Israele. Nei suoi sermoni, e nelle opere pubblicate dalla Società Torre di Guardia, Rutherford attaccava costantemente e violentemente l'economia, la politica e la religione, accusandole di essere i tre principali strumenti del diavolo. Negli attacchi alla religione si scagliava principalmente contro il clero e in particolar modo contro la Chiesa cattolica, al punto che quest'ultima, negli anni '30, promosse in alcuni paesi delle campagne per chidedere la messa al bando dei Testimoni di Geova. L'acuirsi dell'antipatriottismo dei Testimoni, che dal 1935 si rifiutarono di salutare la bandiera e di alzarsi al suono dell'inno nazionale, provocò ulteriori persecuzioni.
Con questo atteggiamento veemente Rutherford riuscì anche ad ottenere la simpatia di interlocutori di diversi tipi: dai protestanti quando attaccava i cattolici e rivendicava il suo diritto alla libertà di opinione; dai socialisti e dai sindacalisti nel momento in cui si scagliava contro le grandi forze economiche; dai liberali ed i democratici quando criticava i regimi fascisti.

##### La repressione dei Testimoni nella Germania nazista
In Germania i Testimoni di Geova erano cresciuti esponenzialmente a cavallo degli anni '30.Con l'ascesa di Hitler iniziarono le prime perscuzioni ufficiali e le confische dei beni. Il 24 giugno 1933, durante un'assemblea dei Testimoni tedeschi a Berlino, fu resa pubblica una Dichiarazione (Erklärung) con cui Rutherford ribadiva l'assoluta neutralità politica dei Testimoni e sosteneva di essere oggetto di una campagna di diffamazione portata avanti dalle altre chiese. La Dichiarazione venne poi distribuita in tutto il Reich ed una copia venne recapitata direttamente al Führer. Nonostante alcune controversie circa toni e contenuti della Dichiarazione (da alcuni considerati accondiscendenti), la repressione andò avanti e Rutherford mantenne sempre il suo atteggiamento fortemente critico verso il nazismo.

#### Attività successiva

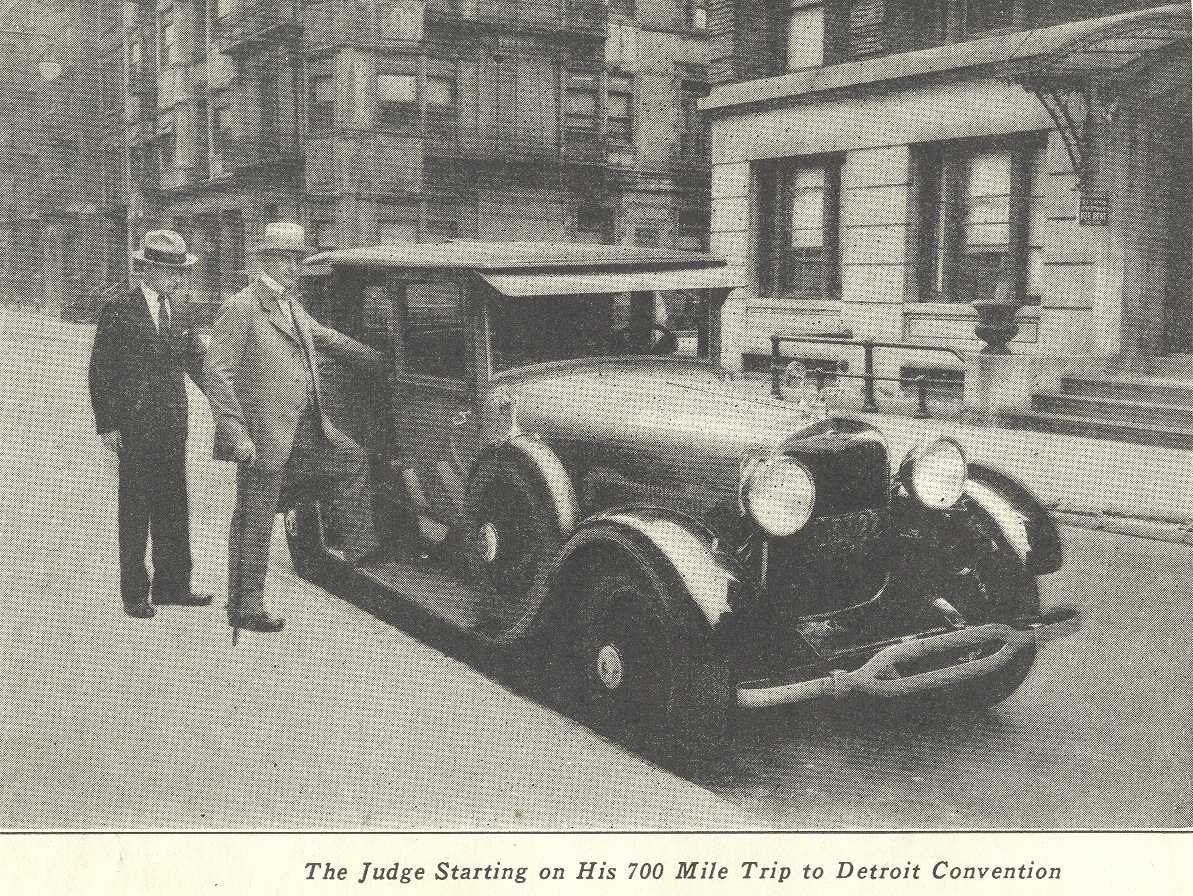
Rutherford mentre sale sulla sua Cadillac (1928)

Gli studiosi del movimento dei Testimoni di Geova sono concordi nel riconoscere che nel periodo della sua presidenza, Rutherford gettò le basi per l'assestamento dottrinale di questo gruppo religioso, percorso che fu poi portato avanti dai successivi presidenti della Watchtower Society. A motivo dell'incarcerazione del 1918 e 1919 Rutheford ebbe problemi medici in quanto come risultato di una grossa polmonite gli rimase un solo polmone buono.
Da quel momento gli fu impossibile rimanere a New York d'inverno in quanto il clima era troppo rigido. Dopo che il medico gli consigliò di passare l'inverno a San Diego, dove il clima è mite, Rutherford si stabilì regolarmente lì durante la stagione fredda. A suo tempo, qualcuno fece un'offerta con il preciso scopo di costruire a San Diego la residenza di Beth Sarim, presso San Diego, per accogliere i principi e i patriarchi dell'Antico Testamento quando fossero tornati sulla terra, secondo Rutheford. L'atto, pubblicato per intero nel “Golden Age” del 19 marzo 1930, trasferiva la proprietà a J. F. Rutherford e in seguito alla Watch Tower Society.

### Ultimi anni di vita

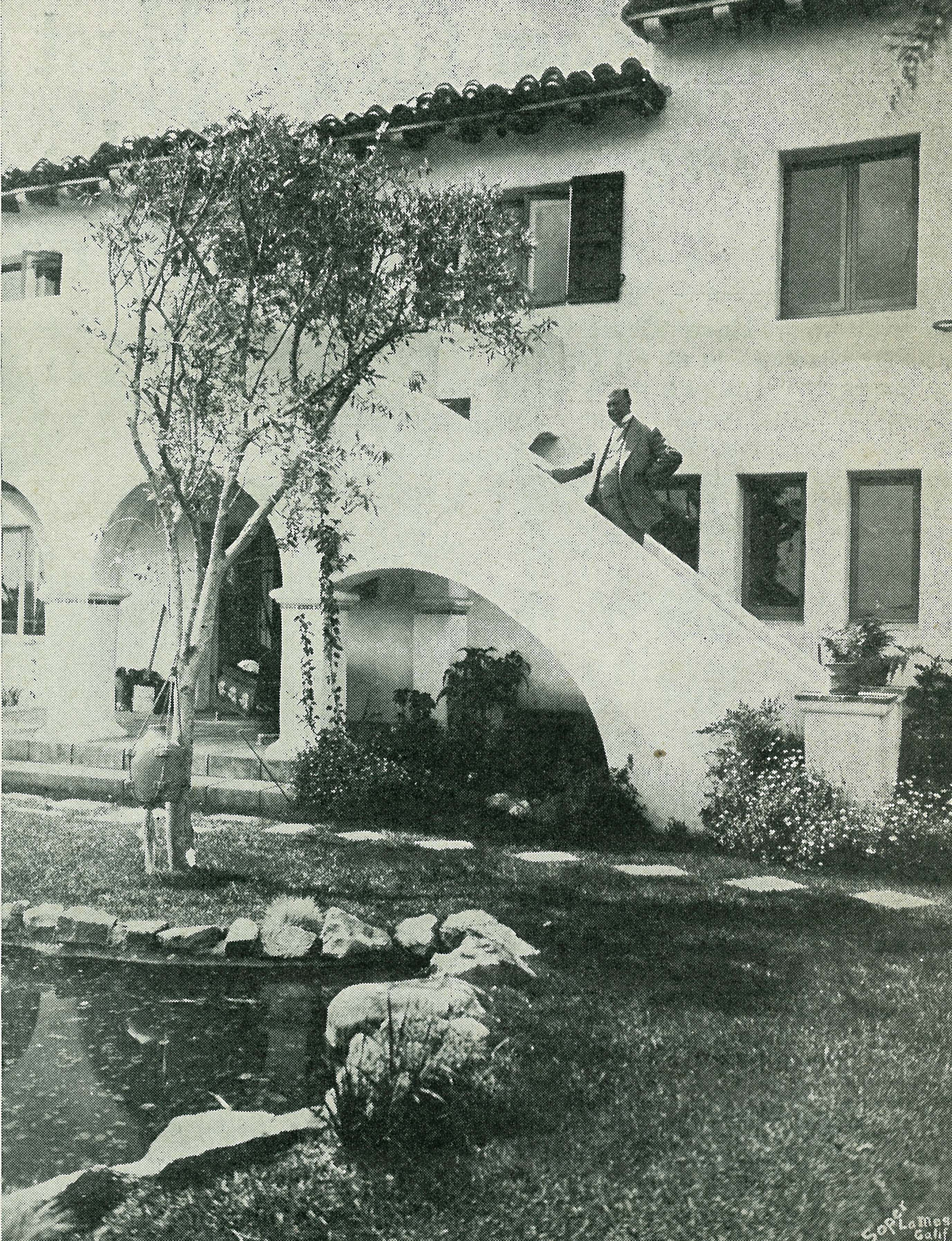
Rutherford su una scala di Beth Sarim (1931)

Negli ultimi anni della sua vita Rutherford soffrì di un cancro al colon. Il 5 novembre 1941 subì una colostomia, dopo la quale i medici gli diedero sei mesi di vita. Per cui fu trasferito in una villa a San Diego in California dove morì l'8 gennaio 1942 all'età di 72 anni. Il certificato di morte stabilì come causa del decesso uremia dovuta a carcinoma del retto causata da metastasi pelviche. Nel 1942, anno della sua morte, i Testimoni attivi erano 115,249. Alla presidenza della Watchtower Society gli succedette il vicepresidente Nathan Homer Knorr, eletto il 13 gennaio. Sia la notizia della morte di Rutherford sia quella dell'elezione di Knorr vennero riportate su La torre di Guardia del 1º febbraio successivo.
Rutherford aveva espresso il desiderio di essere sepolto poco distante da Beth Sarim, tuttavia le autorità non concessero il permesso e di conseguenza il suo corpo venne inumato a Rossville, New York.

## Vita privata
Rutherford e sua moglie Mary ebbero un figlio, Malcolm Cameron Rutherford. La coppia si separò poco dopo la sua nomina a presidente della Società Torre di Guardia.

## Opere
Nel 1921 Rutherford fece pubblicare il suo primo libro: L'arpa di Dio. Durante la sua vita diede alle stampe venti libri, superando così il suo predecessore, con una larga diffusione presso il pubblico.
- Milioni di ora viventi non moriranno mai (1920)
- Parlare con i morti? (1920)
- L'arpa di Dio (1921)
- Liberazione (1926)
- Creazione (1927)
- Riconciliazione e governo (1928)
- Il nostro signore ritornerà? (1929)
- Geova (1934)
- Ricchezza (1936)
- Nemici (1938)
- Salvezza (1939)
- Figli (1941)

### Annotazioni
1. ↑  Sul certificato di morte viene riportato come luogo di nascita di Rutherford Versailles. Altre fonti dicono che nacque a Boonville, sempre nel Missouri.
2. ↑  Secondo il calcolo di Rutherford, visto che la cattività babilonese era durata settant'anni, i buoni avrebbero dovuto soffrire settanta "tempi" prima della fine del sistema di cose, e dato che un "tempo" corrispondeva a cinquant'anni (ossia il periodo di un giubileo ebraico) ed aveva stabilito come anno di ritorno a Gerusalemme il 1575 a.C., la fine del mondo sarebbe giunta 3500 anni dopo (50 x 70), cioè nel 1925.
3. ↑  La parola "religione" fu usata da Rutherford per identificare la falsa religione, paragonata a lui ad una trappola o ad un "racket"